# Littomeritzky Mária
Littomeritzky Mária (Szeged, 1927. május 12. – Budapest, 2017. december 24.) magyar olimpiai bajnok úszónő, edző, gyógyszerész.

## Sportpályafutása
A Szegedi Úszó Egylet versenyzőjeként kezdte pályafutását, itt lett az úszósport örök szerelmese. Első magyar bajnoki aranyérmét is a Szegedi UE színeiben nyerte 1943-ban 4 × 100 m gyors váltó számban Tiszolczy Magda, Kiss Irén, és Tary sporttársaival.  A világháború után került a fővárosba, és Sárosi Imre mester tanítványaként a 20. század közepén világra szóló győzelmeket arató magyar női úszósport kiválóságainak egyike volt.
Klubjai Budapesten a Csepeli Papírgyár SE, majd a Bp. Lokomotív (amely 1955-ben betagozódott a Bp. Törekvésbe majd BVSC lett.)
1947-től 1958-ig állandó tagja volt a válogatottnak.
Három olimpián vett részt, az 1948-as londoni, az 1952-es helsinki és az 1956-os melbourne-i játékokon.
1948-ban a Littomeritzky Mária, Novák Ilona, Székely Éva, Temes Judit összeállítású 4×100 méteres gyorsváltóval 5. helyezést ért el. Egyéniben a 100 méteres gyorsúszásban indult, ahol az előfutamban kiesett.
1952-ben ért fel a csúcsra: a 4 × 100 méteres gyorsváltóval olimpiai bajnoki címet szerzett Novák Éva, Novák Ilona, Szőke Katalin és Temes Judit társaként. Littomeritzky csak az előfutamban úszott, a döntőben a hollandok és az amerikaiak előtt nagy előnnyel és fantasztikus világcsúccsal elsőként beérő váltóból kimaradt. Így a kor szokásainak megfelelően nem kapott aranyérmet és a dobogóra sem állhatott fel, mert csak a döntőben szereplőket tekintették olimpiai bajnoknak. Néhány hónappal a hazaérkezése után azonban a verseny szervezői elküldték neki az aranyérmet, amit a budapesti finn nagykövetségen vehetett át. A MOB őt is olimpiai bajnokként tartja számon, neve azonban a legtöbb nemzetközi listáról hiányzik, hiszen sok helyen csak a döntőben úszó négyest tüntetik fel.
1956-ban 100 méteres pillangóúszásban érte el legjobb egyéni eredményét, egy 4. helyezést. A 4 × 100 méteres gyorsváltóval ekkor a 7. helyen végzett, a csapat tagjai ekkor Gyenge Valéria, Littomeritzky Mária, Szőke Katalin és Temes Judit voltak.
Az olimpián kívüli legnagyobb eredménye az 1954-es torinói Európa-bajnokságon a váltóval szerzett aranyérem, illetve az 1947-es párizsi főiskolai világbajnokságon 100 méteres gyorsúszásban elért 2. helyezés. Ezenkivül indult az 1947-es Európa-bajnokságon, ahol 5. lett a gyorsváltóval és az 1958-as Eb-n, ahol 6. lett a vegyes váltóval. Nevéhez ezen kívül számos magyar bajnoki cím és országos csúcs fűződik, váltótagként világ- és Európa-rekorder is volt.

## Rekordjai

### 100 m pillangó
- 1:14,8 (1956. június 3., Budapest) országos csúcs
- 1:13,2 (1956. július 1., Budapest) országos csúcs
- 1:12,3 (1956. szeptember 7., Budapest) országos csúcs

### 4 × 100 m gyors
- 4:27,2 (1952. április 27., Moszkva) világcsúcs

### 4 × 100 m vegyes
- 5:07,8 (1954. augusztus 3., Budapest) világcsúcs

## A sportolás után
Lánya születése után, 1959-ben vonult vissza a versenyzéstől. 
Még versenyzői pályafutása idején, a Szegedi Tudományegyetemen szerezte meg gyógyszerészi diplomáját, és a MÁV kórház patikájában dolgozott. Mint gyógyszerész, kezdetben csak mellékfoglalkozásban edzősködött, utóbb a BVSC úszóinak vezetőedzőjeként is tevékenykedett. Főleg  a fiatalokkal foglalkozott, s tanítványai fejlődése  érdekében éveken át az uszoda melletti kollégiumba költözött. Nyugdíjas éveiben visszatért gyógyszerész hivatásához.
1958-ban és 1960-ban a Magyar Testnevelési és Sport Tanács (MTST) tagjának nevezték ki. 1963 decemberétől a Magyar Testnevelési és Sportszövetség országos tanácsának tagja lett.
2017. december 24-én hunyt el, búcsúztatására 2018. január 19-én került sor a Farkasréti temető Makovecz-termében.

## Díjai, elismerései
- Magyar Köztársasági Sportérdemérem bronz fokozat (1949)[10]
- A Magyar Népköztársaság Érdemes Sportolója (1955)[11]
- A Magyar Népköztársaság Kiváló Sportolója (1955)[12]
- Mesteredző (1969)
- Mező Ferenc-emlékgyűrű (1998)
- A magyar úszósport halhatatlanja (2016)[13]